# Cérans-Foulletourte
Cérans-Foulletourte – miejscowość i gmina we Francji, w regionie Kraj Loary, w departamencie Sarthe.
Według danych na rok 1990 gminę zamieszkiwało 2296 osób, a gęstość zaludnienia wynosiła 71 osób/km² (wśród 1504 gmin Kraju Loary Cérans-Foulletourte plasuje się na 242. miejscu pod względem liczby ludności, natomiast pod względem powierzchni na miejscu 249.).